# Colonna di San Cristoforo

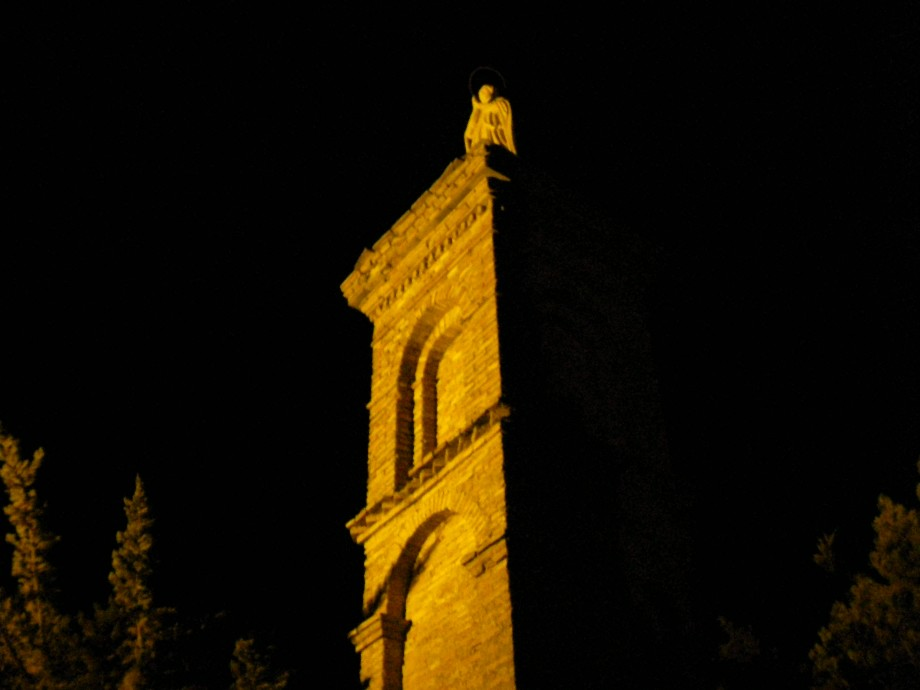
La colonna di notte

La colonna San Cristoforo si trova sull'omonimo colle di Atessa.
Il colle San Cristoforo è chiamato dagli atessani colle Santo Spirito poiché un tempo vi sorgeva il Monastero di Santo Spirito dei Celestini fondato nel 1341 dal beato Roberto da Salle. Si trova proprio alle spalle di piazza Garibaldi, la piazza principale di Atessa.
Fu costruita nel 1657, come attestato da fonti bibliografiche (Memorie per gli annali di Atessa, 6 voll manoscritti di padre Tommaso Bartoletti), in onore di San Cristoforo Martire di cui si era invocato protezione durante la peste del 1657. Infatti sul colle, quando scoppiò l'epidemia, fu istituito un lazzaretto. Prima della guerra, il colle era meta di pellegrinaggio in occasione della festa dell'Ascensione di Maria, e si andava a pregare presso una vicina edicoletta a pianta ottagonale.
Fu gravemente danneggiata durante la Seconda guerra mondiale ma venne restaurata nel 1955.
La colonna, completamente in laterizio, è composta in due piani di quattro lati ognuno dei quali presenta degli archi a tutto sesto. Al termine del secondo piano vi è una cornice sopra la quale si trova la statua della Madonna in preghiera.
In origine i quattro lati erano ornati da bassorilievi e pitture che raccontavano alcuni episodi della vita di San Cristoforo ed era sormontata da un leone. Con il passare dei secoli purtroppo i bassorilievi e le pitture sono andati perduti mentre il leone fu trafugato.

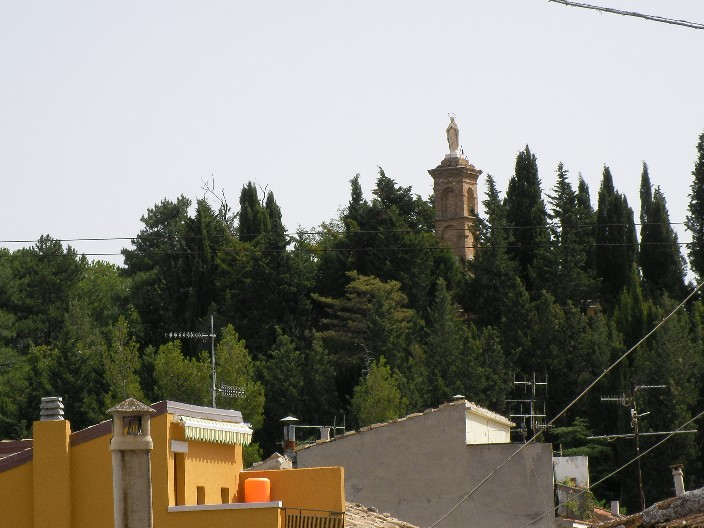
Il colle San Cristoforo
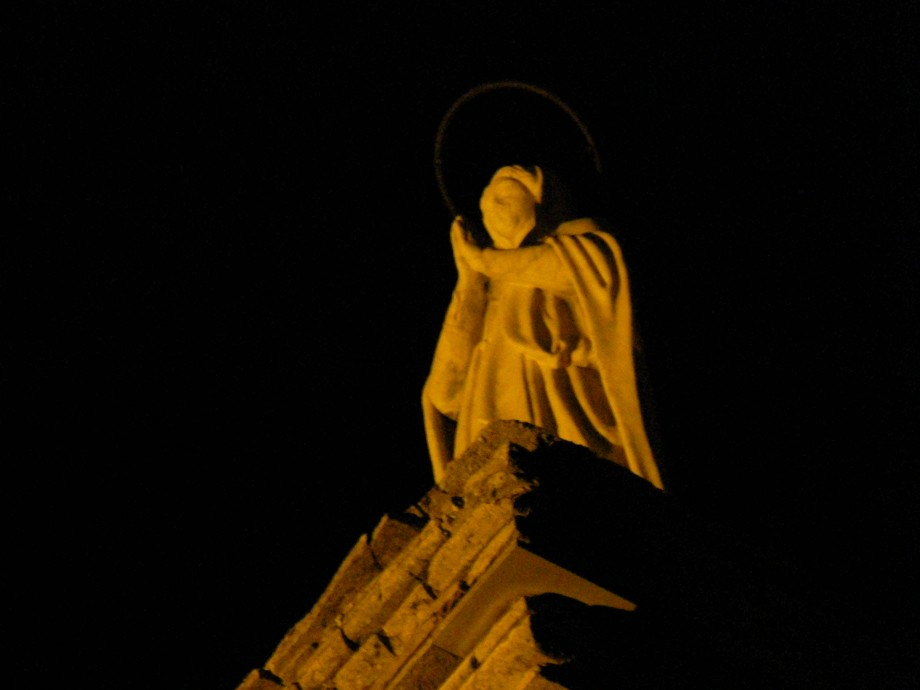
La statua di San Cristoforo di notte

## Fonti
- Sangroaventino: Colonna di San Cristoforo, su sangroaventino.it. URL consultato il 5 ottobre 2008 (archiviato dall'url originale il 27 febbraio 2015).